# Panzerbrigade 6
Die Panzerbrigade 6 (PzBrig 6) mit letztem Sitz in Hofgeismar war eine Brigade des deutschen Heeres und zuletzt als Verband der 2. Panzergrenadierdivision unterstellt. Die Brigade wurde 1993 aufgelöst. Die Truppenteile der Brigade waren in Niedersachsen, Hessen, und Nordrhein-Westfalen stationiert. Bis 1981 wurde die hier beschriebene Brigade als Panzerbrigade 34 bezeichnet.

## Geschichte

### Als Panzerbrigade 34 bis 1981

#### Heeresstruktur 3
Die spätere Panzerbrigade 6 wurde 1975 als Panzerbrigade 34 mit Sitz in Kassel aufgestellt. Zunächst unterstanden ihr die Stabskompanie 34, die Panzerjägerkompanie 340 in Wolfhagen (aus Teilen der Panzerjägerkompanie 50, Panzergrenadierbrigade 5, aufgestellt), das Panzergrenadierbataillon 341 in Allendorf (aus Teilen der 5./Panzerbataillon 63 als 2. Kompanie und 5./Panzerbataillon 64 als 3. Kompanie aufgestellt und 1976 nach Wolfhagen verlegt) und die Panzerbataillone 342 und 343 in Arolsen (aufgestellt aus je einer Hälfte des Panzerbataillons 44). 1975 wurde die Panzerpionierkompanie 340 in Hannoversch Münden aus der 2. Schwimmbrückenkompanie aufgestellt. Im gleichen Jahr wurde die Nachschubkompanie 340 in Fuldatal aufgestellt. 1975 gliederte sich die Instandsetzungskompanie 340 in die Brigade ein. Vorher gehörte diese Kompanie unmittelbar als 2./Versorgungsbataillon 2 zur 2. Jägerdivision. 1975 wurde auch die InstandsetzungsAusbildungskompanie 16 unterstellt. 1976 wurden auch das Panzerbataillon 54 in Wolfhagen sowie der Spähzug in Hessisch Lichtenau (später Kassel) als Brigadeeinheit geführt. Die Panzerbrigade 34 war von 1976 bis 1977 eine Modellbrigade für die Erprobung des Heeresmodells 4.

### Als Panzerbrigade 6 ab 1981

#### Heeresstruktur 4
1981 wurden zur Einnahme der Heeresstruktur 4 die Unterstellungen und entsprechend die Bezeichnung der Panzerbrigade 6, 14 und 34 „getauscht“:
- →  Die bisherige Panzerbrigade 6 wurde 1981 zur „neuen“ Panzerbrigade 14. Die Unterstellung der Brigade wechselte im Vorgriff bereits 1976/77 von der 2. Jägerdivision zur 5. Panzerdivision. Der Standort des Stabes blieb unverändert Neustadt.
- →  Die bisherige Panzerbrigade 14 wurde 1981 zur „neuen“ Panzerbrigade 34. Die Unterstellung der Brigade wechselte im Vorgriff bereits 1977 von der 5. Panzerdivision zur 12. Panzerdivision. Der Standort des Stabes blieb unverändert Koblenz.
- →  Die bisherige Panzerbrigade 34 wurde 1981 zur „neuen“ Panzerbrigade 6. Die Unterstellung der Brigade wechselte 1975 von der 12. Panzerdivision zur 2. Jägerdivision. Der Standort des Stabes verlegte 1981 von Kassel nach Hofgeismar.

Nach der Umbenennung unterstanden der Panzerbrigade 6 die Stabskompanie (Hofgeismar), die Panzerjägerkompanie 60 (Arolsen), die Panzerpionierkompanie 60 (Hannoversch Münden, Auflösung 1992), die Nachschubkompanie 60 (Fuldatal, Auflösung 1993), die Instandsetzungskompanie 60 (Kassel, ab 1986 Hofgeismar, Auflösung 1993), das Panzergrenadierbataillon 62 (Wolfhagen, Auflösung 1992), das Panzerbataillon 61 gem./gekad. (Wolfhagen und Arolsen Aufstellung 1980, Außerdienststellung September 1992), das Panzerbataillon 63 (Arolsen) Indienststellung 1981 Außerdienststellung Dezember 2002, das Panzerbataillon 64 (Wolfhagen) Außerdienststellung Juni 2008, das Panzerartilleriebataillon 65 (Arolsen), das Feldersatzbataillon 25 (Fuldatal) und die Ausbildungskompanie 2 / 2 (Dössel bei Warburg).
Die Brigade umfasste im Herbst 1989 in der Friedensgliederung etwa 2900 Soldaten. Die geplante Aufwuchsstärke im Verteidigungsfall betrug rund 3300 Soldaten. Zum Aufwuchs war die Einberufung von Reservisten und die Mobilmachung von nicht aktiven Truppenteilen vorgesehen. Zum Ende der Heeresstruktur 4 im Herbst 1989 war die Brigade weiter Teil der 2. Panzergrenadierdivision und gliederte sich grob in folgende Truppenteile:
- Stab/Stabskompanie Panzerbrigade 6, Hofgeismar
  -  Panzerjägerkompanie 60, Arolsen
  -  Panzerpionierkompanie 60, Hann. Münden
  -  Nachschubkompanie 60, Fuldatal
  -  Instandsetzungskompanie 60, Hofgeismar
  -  Panzerbataillon 61 (teilaktiv), Arolsen
  -  Panzergrenadierbataillon 62, Wolfhagen
  -  Panzerbataillon 63, Arolsen
  -  Panzerbataillon 64, Wolfhagen
  -  Panzerartilleriebataillon 65, Arolsen

#### Heeresstruktur 5 bis zur Auflösung
1993 wurden die Panzerbataillone 63 und 64 der Panzergrenadierbrigade 5 unterstellt. Das Panzerartilleriebataillon 65 wurde 1993 der Panzerbrigade 14 unterstellt. 1993 wurde die Auflösung der Panzerbrigade 6 befohlen und die restlichen Brigadeeinheiten wurden außer Dienst gestellt.

## Kommandeure
Folgende Kommandeure führten die Brigade (Dienstgrad bei Kommandoübernahme):

### Als Panzerbrigade 6 ab 1981
| Nr. | Name                        | Beginn der Berufung | Ende der Berufung  |
| --- | --------------------------- | ------------------- | ------------------ |
| 6   | Oberst Heinrich Boehr       | 1. Oktober 1991     | 30. September 1993 |
| 5   | Oberst Christian Hellwig    | 1. Oktober 1988     | 30. September 1991 |
| 4   | Brigadegeneral Dieter Brand | 1. Oktober 1984     | 30. September 1988 |
| 3   | Brigadegeneral Karl Zimmer  | 1. Oktober 1981     | 30. September 1984 |

### Als Panzerbrigade 34 bis 1981
| Nr. | Name                               | Beginn der Berufung | Ende der Berufung  |
| --- | ---------------------------------- | ------------------- | ------------------ |
| 3   | Oberst Karl Zimmer                 | 1. April 1981       | 30. September 1981 |
| 2   | Oberst Mark Heinrich von Nathusius | 1. Oktober 1977     | 31. März 1981      |
| 1   | Oberst Konrad Manthey              | 1. April 1975       | 30. September 1977 |

## Verbandsabzeichen

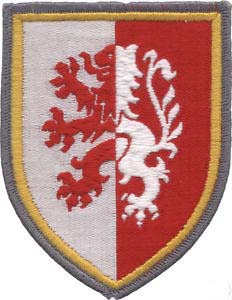
Gewebtes Verbandsabzeichen für den Dienstanzug

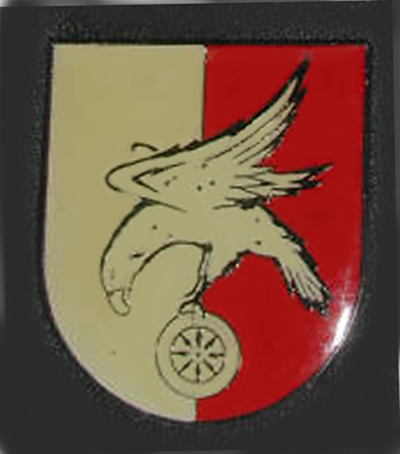
Internes Verbandsabzeichen des Stabes/Stabskompanie

Die Blasonierung des Verbandsabzeichens für den  Dienstanzug der Angehörigen der Panzerbrigade 6 lautete:
 Gold bordiert, gespalten von Silber und Rot, ein gespaltener, vorne roter, hinten silberner steigender Löwe.
Die Tingierung des Schildes entsprach der Flagge Hessens. Der Löwe ähnelten dem Bunten Löwen („Hessenlöwe“) der Ludowinger aus dem hessischen Landeswappen. Die Verbandsabzeichen der Division und der unterstellten Brigaden waren bis auf die Borde identisch. In der Tradition der Preußischen Farbfolge erhielt das Verbandsabzeichen der Panzerbrigade 6 als „dritte“ Brigade der Division einen gelben Bord.
Da sich die Verbandsabzeichen der Brigaden der Division nur geringfügig unterschieden, wurde stattdessen gelegentlich auch das interne Verbandsabzeichen des Stabes bzw. der Stabskompanie pars pro toto als „Abzeichen“ der Brigade genutzt. Es zeigte einen Adler auf einem Mainzer Rad ähnlich wie im Wappen Hofgeismars. Die Schildteilung in rot-weiß entsprach der hessischen Flagge und dem Verbandsabzeichen.